# Liepāja Særlige Økonomiske Zone
Liepāja Særlige Økonomiske Zone (lettisk: Liepājas SEZ) er en særlig økonomisk zone i havnebyen Liepāja ved Østersøen i Letland. Det særlige ved denne økonomiske zone er de nedsatte skattetakster for området, sammenlignet med resten af Letland.
Liepāja Særlige Økonomiske Zone etableredes i 1997 for en 20-årig periode med formålet at udvikle handel, industri, shipping og lufttrafik, samt det internationale fragtflow gennem Letland. Zonen er på i alt 3.759 hektar og dækker 65 procent af Liepājas samlede areal. Zonen består af Liepājas havn (1.182 hektar), industrielle områder i Liepāja (543 hektar), Liepāja Internationale Lufthavn (251 hektar) og den tidlige sovjetiske militærbase Karosta (1.763 hektar).

## KIldehenvisninger
1. ↑  "Territory" (engelsk). Liepāja Særlige Økonomiske Zone. Hentet 23. august 2011.